# Anthene lycotas
Anthene lycotas är en fjärilsart som beskrevs av Grose-smith 1898. Anthene lycotas ingår i släktet Anthene och familjen juvelvingar. Inga underarter finns listade i Catalogue of Life.